# Колдью
Колдью (англ. Caldew) — река в Великобритании. Протекает на северо-западе Англии в графстве Камбрия.

## Этимология
Вероятно, «холодная река», от древнеанглийского «cald» — холодная и «éa» — река, под влиянием старофранцузского «ewe» — «вода». Также, по другой версии, есть вероятность того, что название произошло от древнебританского наименования, означающего «быстрая река», имеющего похожий корень «Calder».

## Географические сведения
Колдью берёт начало высоко на горе Скиддоу в национальном парке Озёрный край. Впадает в реку Иден в северной части города Карлайл.